# Saint-Baudel
Saint-Baudel település Franciaországban, Cher megyében. Lakosainak száma 251 fő (2022. január 1.). Saint-Baudel Chezal-Benoît, Mareuil-sur-Arnon, Primelles, Venesmes és Villecelin községekkel határos.

## Népesség
A település népessége az elmúlt években az alábbi módon változott:
| Lakosok száma | 385  | 310  | 263  | 285  | 254  | 248  | 250  | 252  | 251  | 251  |
|               | 1968 | 1982 | 1990 | 2006 | 2013 | 2015 | 2017 | 2019 | 2020 | 2022 |